# Gymnocalycium denudatum
Gymnocalycium denudatum (Link & Otto, 1828) es una especie del género Gymnocalycium en la familia cactaceae.

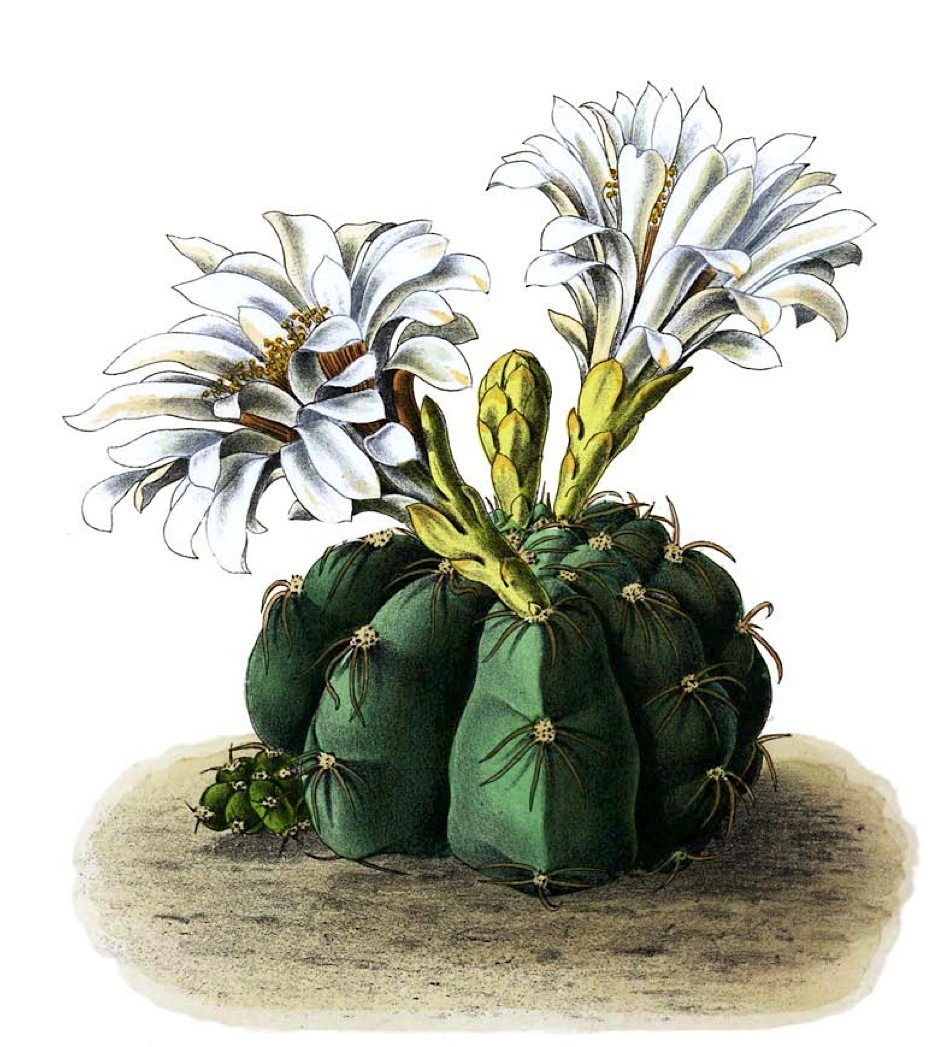
Ilustración

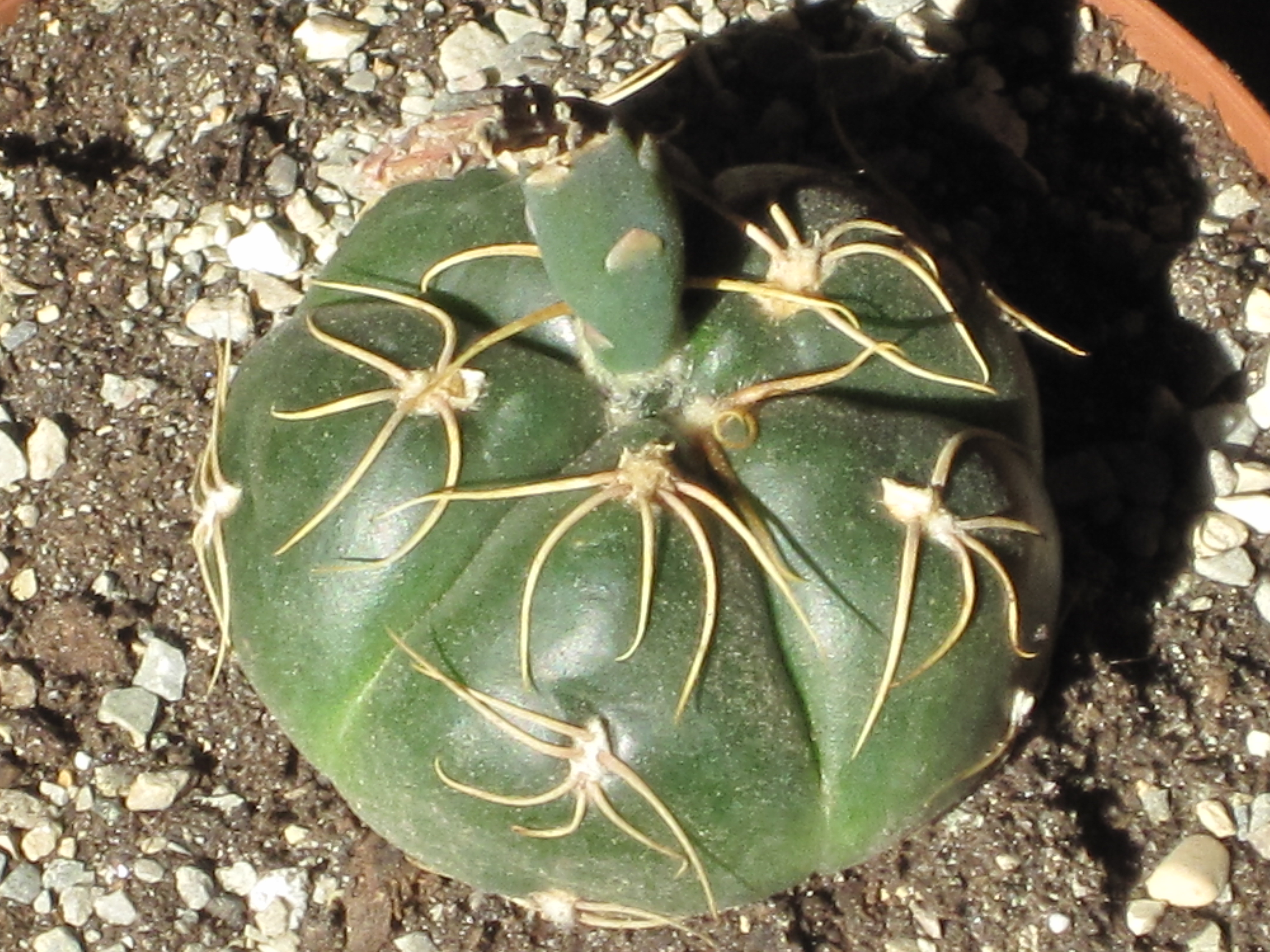
Gymnocalycium denudatum

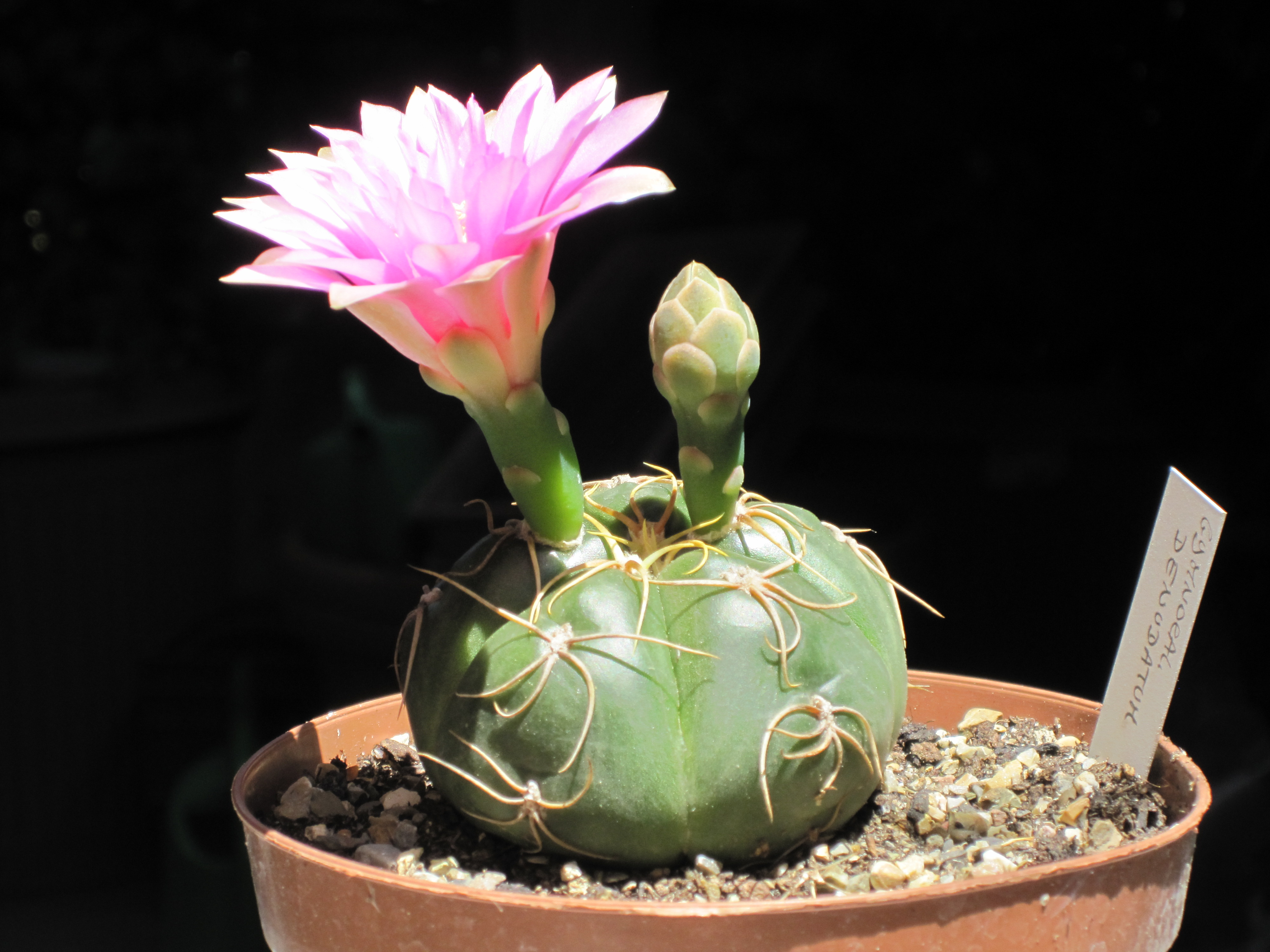
Gymnocalycium denudatum en flor

## Distribución
Es originario del sur de Brasil, norte de Uruguay y de Argentina y sur de Paraguay.

## Descripción
Es una planta solitaria de tallo globular esférico de 3 a 5 cm de alto y de 6 a 10 cm de diámetro; color verde claro; con 5 a 8 costillas planas con poco desarrollo de los tubérculos. Pocas aréolas ligeramente lanosas. De 3-5 espinas amarillentas dispuestas en forma de telaraña de 1-1,5 cm de largo. Tienen una flor por ejemplar, esbelta, blanca, de 5 cm de largo y 7 cm de diámetro, sale de un tubo más o menos largo que conecta con el ápice de la planta. Fruto oblongo, verde.

## Cultivo
Se propaga por medio de semillas y de vástagos basales. Necesita sombra parcial, no tolera temperaturas menores a 10 °C. Temperatura media mínima 10 °C. Buen riego en verano, seco en invierno. Sol moderado.

## Taxonomía
Gymnocalycium denudatum fue descrita por (Link & Otto) Pfeiff. ex Mittler y publicado en Taschenb. Cactuslieb. 2: 124. 1844.
Etimología
Gymnocalycium: nombre genérico que deriva del griego,  γυμνός (gymnos) para "desnudo" y κάλυξ ( kalyx ) para "cáliz" = "cáliz desnudo", donde refiere a que los brotes florales no tienen ni pelos ni espinas.
denudatum epíteto latino que significa "desnudo".
Sinonimia
- Echinocactus denudatum
- Cereus denudatus
- Echinocactus intermedius (Hildm.) Schelle
- Echinocactus megalothelon Sencke ex K.Schum.
- Gymnocalycium megalothelon (Sencke ex K.Schum.) Britton & Rose[4]